# Euphrosyne (Byzanz)
Euphrosyne Doukaina Kamaterina (auch Kamatera; griech. Ευφροσύνη Δούκαινα Καματερίνα ή Καματηρά), (* um 1155; † 1211) war eine byzantinische Kaiserin und Gemahlin von Kaiser Alexios III.

## Leben
Die Tochter des Andronikos Dukas Kamateros, eines hohen byzantinischen Offiziers († 1176), und Verwandte von Kaiser Konstantin X. und Irene Doukaina, deren zwei Brüder sich vergeblich gegen Kaiser Alexios I. Komnenos aufgelehnt hatten, heiratete um 1169 Alexios Angelos, den älteren Bruder des künftigen byzantinischen Kaisers Isaak II. Angelos. Bei der Usurpation des Thrones durch ihren Mann am 8. April 1195 spielte sie eine entscheidende Rolle, indem sie – unter anderem durch umfassende Bestechungen – eine Aristokratenverschwörung organisierte.
Euphrosyne, eine starke Persönlichkeit mit großen politischen Ambitionen, übte neben ihrem schwachen und genusssüchtigen Mann die eigentliche Herrschaft in Byzanz aus. Sie selbst erließ Befehle und hielt Anweisungen ihres Mannes, die ihr missfielen, zurück. Ebenso wie Alexios liebte sie den Luxus und betrieb einen umfangreichen Nepotismus. Als man ihr 1196 Ehebruch mit dem Minister Vatatzes vorwarf, ließ Alexios diesen hinrichten, während sie selbst ihren kaiserlichen Rang verlor und in das Kloster Nematarea an der Schwarzmeerküste verbannt wurde. Bereits sechs Monate später wurde sie allerdings nach Intervention ihrer Verwandten rehabilitiert und kehrte im Frühjahr 1197 an den Hof zurück.
Nach Beginn des Vierten Kreuzzuges und dem Sturz des Kaisers im Jahr 1203 wurde Euphrosyne, von dem flüchtigen Alexios in Konstantinopel allein zurückgelassen, auf Befehl ihres Neffen Alexios IV., des nunmehrigen Kaisers, verhaftet. Unter Alexios V., dem nächsten Usurpator und Liebhaber ihrer Tochter Eudokia, wieder auf freiem Fuß, musste sie nach dessen Sturz im April 1204 gemeinsam mit ihm und ihrer Tochter fliehen und gelangte nach Mosynopolis, wo bereits Alexios III. Zuflucht gefunden hatte. Dieser ließ Alexios V. allerdings blenden und lieferte ihn an die Kreuzfahrer aus, welche ihn hinrichteten. Auf ihrer weiteren Flucht quer durch Griechenland fielen sie und ihr Ehemann schließlich in die Hände von Bonifatius von Montferrat, der sie gefangen nahm. 1209/1210 wurden sie von Michael I. Komnenos Dukas freigekauft. 1210 oder 1211 starb Euphrosyne in Arta im Despotat Epirus.

## Familie
Euphrosyne und Alexios III. hatten drei Töchter:
- Eirene Angelina, ⚭ (1) Andronikos Kontostephanos; (2) Alexios Palaiologos. Sie war die Großmutter von Kaiser Michael VIII. Palaiologos.
- Anna Angelina, ⚭ (1) Isaac Komnenos, Großneffe von Manuel I. Komnenos; (2) Kaiser Theodor I. Laskaris.
- Eudokia Angelina, ⚭ (1) König Stefan Prvovenčani von Serbien; (2) Kaiser Alexios V.; (3) Leon Sguros.